# Татары в Финляндии
Татары в Финляндии (тат. Финляндия татарлары/Finländiä tatarları, фин. Suomen tataarit) — этническое меньшинство в Финляндии численностью, по данным на 2020 год, примерно 600—700 человек. Первое поколение татар (татары-мишари из Нижегородской губернии) поселилось в стране в конце XIX — начале XX века.
Современные татары в Финляндии продолжают исповедовать мусульманскую веру своих предков, говорят на мишарском диалекте татарского языка. До 1970-х годов называли себя турками. У татар есть своя исламская ассоциация в Хельсинки. Они хорошо сохранили свои традиции, но некоторые пессимистично относятся к своему будущему из-за участившихся смешанных браков с финнами. Из финских татар вышло большое количество известных спортсменов, предпринимателей, политиков и.т.д. Представитель финских татар был первым, кто перевёл Коран на финский язык.

## История

### Первые мусульмане в Финляндии
До основной миграционной волны татар на территории Финляндии можно было встретить в составе российских войск. В январе 1557 года при осаде Таллина они участвовали в составе казачьего войска Ивана Грозного, где оказались после завоевания Казанского ханства.
Татары также участвовали в оккупациях Большой и Малой ненависти.
В 17 веке через Финляндию в Стокгольм проходили татарские торговцы.
В XIX веке, в рядах армии Великого Княжества Финляндского, находились служилые татары. По разным версиям первые упоминания про них имеются в 1812 годах, либо же с 1836 года. Исследователи университета Хельсинки, Умяр Дахер и Лаури Котиниеми утверждают, что в 1808 году в Финляндии проживало около 1500 татар, предположительно появившиеся после войны 1808—1809 года. Они были представителями служилых татар. Есть информация о том, что некоторые татары-матросы хотели жениться на финках-лютеранках, чему из епархий Або и Борго не было дано разрешение. Некоторые финки рожали детей от татар вне брака.
После прибывших мусульманских солдат из Оренбургского магометанского духовного собрания в 1836 году на роль имама Свеаборга был направлен Бикчантай Бикбов, проработавший с 1836 по 1856 годы и впоследствии переведённый в материковую часть Гельсинфорса. В 1857 году на место Бикбова пришёл Ахмет Сафа Бакиров, прослуживший до 1865 года в должности окружного штатного муллы Финляндии. Позже Гиззятулла Тимергалиев был назначен гвардейским муллой в Гельсинфорсе и Свеаборга с 1866 по 1906 год. В услугах мулл нуждались как в госпиталях, где после смерти мусульманина нужно было его похоронить по канонам Ислама, а также в воинских частях для регулирования различных вопросов мусульма. Зарплату и аренду молельных комнат имамам оплачивало Военное министерство до 1907 года.
Солдатам, служившим в российской армии, независимо от вероисповедания, разрешили остаться в Финляндии, однако потомков этих татарских солдат не обнаружено. Большинство из них стали странствующими торговцами.

#### Миграция татарских торговцев
Основное переселение татар в Финляндию произошло в конце 19 — начале 20 века, чему способствует строительство железной дороги между Риихимияки и Петербургом в 1870 году. Одним из первых был дед Хасана Хамидуллы Хамидулла, приехавший из Петербурга в Выборг в 1868 году. Среди первых татарских торговцев стране, по мнению Антеро Лейтцингера, были Джамалетдин Юсуф и Аляутдин Салават, во что в свою очередь татары не верят, воспринимая историю как шуточную. Половина приезжих купцов были из села Актуково Сергачского уезда Нижегородской губернии, а другая половина из окрестных деревень. Являлись ц-окающими татарами-мишарями. В России летом они занимались земледелием, фермерством, коневодством. В остальное время занимались торговлей, продавая ткани, меха, одежду и мыло, сначала в Санкт-Петербурге, а затем и Финляндии.
Изначально Финляндия стала тем местом, где татарские купцы могли продавать свои товары. В начале 1880-х годов несколько десятков человек занимались продажами с интервалом в пару месяцев. Торговые поездки стали становиться регулярными после завершения строительства железной дороги Пиетарин-рата несколькими годами ранее. В 1891 году пути уже простирались до Оулу и Кеми, и там начали появляться татарские торговцы. Сначала они возвращались в родные деревни, заработав достаточно денег, но когда стало ясно, что в Финляндии экономические условия лучше, татары стали переезжать в страну. Свою роль сыграл и относительно хороший прием финнов. Многие татары, прибывшие в Финляндию, первоначально поселились в Выборге, но после присоединения города к Советскому Союзу они в основном переехали в Хельсинки, Турку и Тампере, где уже жили татары.  Финские власти утверждали, что мотивом приезда большинства торговцев в страну была не дискриминация, наблюдаемая в России, а стремление к более высокому уровню жизни. Переселенцы не испытывали каких-либо проблем из-за своей религиозной принадлежности и предубеждений, и даже звали других татар переезжать в Финляндию.
Татары, практиковавшие транзитную и рыночную торговлю в стране, вскоре начали открывать свои торговые точки. Некоторые из них первоначально поселились в районе Репола, где продавали хлопчатобумажные изделия, шелковые ткани, ковры и меха. Терийоки, среди прочих, был и до советской эпохи важным торговым центром. В Тампере же торговля тканями была основным источником дохода. Многие татары основывали собственные предприятия.
После революции 1917 года значительная часть татарского низшего купечества, осевшего в Финляндии, начала перевозить свои семьи в страну. В основом это начало удаваться с 1921 года, поскольку российско-финская граница была в основном закрыта до Тартуского мира. Возможность свободно выезжать из СССР по загранпаспортам была возможна в 1922—1929 годах, чем и пользовались переезжающие, к примеру в 1921—1924 годах переехало 216 человек. В получении виз также помогал профессор Юрьё Янссон, который был знаком со многими влиятельными людьми. После этого переехать стало возможно только нелегально, самому, например через лесные тропы, либо за большие деньги их перевозили приграничные рыбаки. В 1930—1940 годы очень небольшая часть смогла переехать в Финляндию. Со временем татары, в основном обосновавшиеся в Терийоки, начали создавать диаспоры и в других городах, что обуславливалось характером ведения торговли и со Второй мировой войной.
Время от времени татар подозревали в «коммунистическом шпионаже», основываясь на «пробольшевистских» взглядах одного представителя татарской общины, однако обвинения были безосновательны и ни к чему не привели.

### Деревни
Список деревень, где родилось первое поколение.
- Актуково
- Антяровка
- Ендовищи
- Кадомка
- Урга
- Ключищи
- Красный Яр
- Кузьминка
- Медьяна
- Трёхозерки
- Уразовка
- Чембилей
- Большое Рыбушкино
- Пошатово
- Овечий Овраг

#### Финское гражданство
Многие татары, после того как Финляндия стала независимой, стремились получить финское гражданство. И всё же в 1939 году около половины из них остались в стране по нансеновскому паспорту. На это повлияло, среди прочего, то, что финское государство требовало от них доказать, что они непрерывно находились в стране не менее пяти лет, и доказать, что они в состоянии обеспечить себя и свои семьи. Доказать это стало легче только после Второй мировой войны. Первым татарином получившим финское гражданство был Садик Айнетдинов (Sadik Ainetdin) в 1919 году. Его паспорт находится в Национальном архиве Финляндии.

### Вторая мировая война

#### Военнопленные
После Советско-финской войны 1940 года в Центральной тюрьме Турку в апреле находилось 367 советских военнопленных, включая татар. После освобождения четверо из них — Ибрагим Рахман, Халидулла Утарбай, Зекерие Абдулла и Салих Захидулла, как сообщается, присоединились к татарской общине, но к концу десятилетия их уже не было в Финляндии. С февраля 1942 года почти тридцать так называемых военных иммигрантов находились «под опекой и наблюдением» Хельсинкской татарской общины. Военнопленный из Казани, учитель Махмут Рахим, руководил молитвами общины Тампере в 1942—1944 годах.

#### Татары из Эстонии
На рубеже веков в Эстонии проживало пять татарских семей. В 1920-е годы ещё больше татар собралось в Таллине, Нарве, Йыхви и Раквере, пока их численность наконец не составила около 200—300 татар. В конце 1943 года многие переехали оттуда на моторных лодках в Финляндию. Они зарегистрировались как политические беженцы, а некоторые попытались попасть в финские вооружённые силы, что получилось у троих эстонских татар: Ибрагим Зарип, Ахмед Хайретдинов и Рафик Мокс. Зарип, принятый матросом на военно-морскую базу Турун, не вернулся из вечернего отпуска и позже был найден в Нью-Йорке . После службы Хайретдинов переехал в Швецию, а Мокс переехал в Канаду. Шестеро эстонских татар и члены их семей получили вид на жительство в стране. Со временем ещё двум семьям было выдано гражданство.
Из-за страха принудительного возвращения и неопределённых условий в Финляндии многие эстонские татары, приехавшие в Финляндию, продолжили свое путешествие в Швецию, особенно в район Большого Стокгольма . До их прибытия в Швецию, как известно, там жил один татарин, кожевник Ибрагим Умаркаев. В 1949 году татары, поселившиеся в Швеции, основали ассоциацию, которая первоначально называлась «Turk-Islam Föreningen i Sverige för Religion och Kultur» (Шведская турецко-исламская ассоциация религии и культуры), позже сокращенная до «Islam Församlingen i Sverige» («Шведская исламская ассоциация религий и культуры»). Ассоциация содержала кладбище в южной части Стокгольма. Татары потеряли много людей в своей исламской общие в 1960-х и 1970-х годах в виду миграции большого количества людей в Финляндию. В 1980-е годы подсчитали, что в стране проживало около 50 «чистокровных» и 30 «полукровных» татар.

#### Татары в военном деле
Всего в Советско-финской войне (1939—1940) и (1941—1944) годов на стороне Финляндии приняло участие 156 финских татар. Десять из них погибли на войне. Кроме того, 13 человек были ранены, из них 7 стали инвалидами. На «Лотта Свярд» работала 21 татарка. Павшие воины были в 1942 году были отмечены Маннергеймом, а также увековечены на мемориальной доске, прикрепленной к стене дома татарской общины в 1987 году. Также татар поминают и на мусульманском кладбище в Хельсинки.

### Связи с родственниками
К началу XX века в Санкт-Петербурге сформировалась община, состоявшая в основном из мишарей Нижегородской области. Некоторые из них переезжали в Финляндию, а некоторые оставались в городе. Татары Финляндии поддерживали связь с ними и их родственниками до 1930-х годов, а в 1920-е годы нелегально пересекали границу. Общение прекратилось в результате ужесточения пограничного контроля. До этого они также помогали другим татарам города, отправляя им деньги через посредников, а именно Гумару Сали, Зиннетуллах Ахсен Буре и братьев Камалетдиновых. Также была оказана личная помощь богослову Мусе Бигиеву. Когда он был арестован в Москве, финская община в 1923 году направила письмо турецкой администрации с просьбой помочь в его освобождении, а в 1930 году также была предпринята попытка доставить его в Финляндию.
Татар СССР, пересекавших границу и переводящих деньги финским татарам и наоборот, время от времени обвиняли в «шпионаже в пользу Финляндии», а некоторых из них за это казнили. В их число входит Летфулла Шарипжанов, мулла села Актуково, бывший младший унтер-офицер царской армии. В 1920-е годы он часто приезжал в Финляндию, чтобы встретиться с родственниками. В 1937 году его расстреляли. Был реабилитирован в 1989 году.
В середине 1950-х годов переписка и поездки на советскую сторону позволили восстановить прерванные связи с родными, хотя только на рубеже 1960-х и 1970-х годов контакты с Казанью начали укрепляться по мере приезда гостей из Татарстана. В конце 20 века они смогли посетить свои родные деревни.

### Татары в Берлине
Берлин служил тем местом, где собирались многие татарские и турецкие политические и культурные деятели в начале 20 века, о чём знало и правительство Российской Империи, писавшее в своих документах следующее: «Мусульмане Казани, Петербурга и Финляндии поддерживают очень тесные контакты с Берлином, где сейчас собираются сливки зарубежной татарской контрреволюции». В 1924 году Заки Валиди и Гаяз Исхаки посетили Зиннетуллу Ахсана и Имада Самалетдина, приехавших из Финляндии, и обсуждали идею перевода Корана на финский язык.
Молодые эмигранты-мусульмане также отправлялись учиться в Берлин. Под руководством Галимджана Идриса в 1918 году было создано «Venäläis-muslimiopiskelijoiden avustusseura»(Российско-мусульманское студенческое общество помощи), целью которого было помочь студентам сохранить связи с родиной и привлечь в город новых студентов. В интервью 1972 года социологу Пертти Раутио супружеская чета Семиулла и Махрусе Вафиных, которые сами учились в Берлине, описали обучение татар в Германии, среди прочего, так: «Многие из них стали учеными, преподавателями в университетах Стамбула и Анкары. Большая часть тюркологи. Были врачи, химики, а также люди, которые поступили в экономический университет и стали там профессорами».

## Татарская идентичность в Финляндии
В 1900-х годах у татар в Финляндии были разногласия по поводу того, как себя идентифицировать. Первое поколение называло себя просто «мусульмане». Но после образования Турецкой республики (1923 г.) татар стали идентифицировать как «турок». Молодёжь общины обучали турецкому языку наряду с их родным языком, который они также часто называли «турецким» или «волжским турецким». Татарские объединения часто именовались турецкими, а не татарскими. В аудиоинтервью Yleisradio 1955 года бизнесмен из Хельсинки Осман Али говорит о своей общине как о турках, заявляя в то же время, что он сам является «турком во втором поколении в Финляндии».
Считается, что причина была в том, что слово «татарин» считалось русским эпитетом с дурным оттенком. Кроме того, Турция была первой тюркской нацией, и поэтому они вдохновились национальным духом Кемаля Ататюрка. На самом деле, причина была в том, что финские «татары» опасались оказаться в СССР, и поэтому именовали себя турками, чтобы иметь какую-то защиту в лице Турецкой республики. Начиная с 1970-х годов, этноним «татарин» постепенно начал вновь утверждаться, главным образом в результате отношений, сложившихся в Поволжье.
Из-за этого обычно меняли имена татар, чтобы они соответствовали используемым в Турции (например: Ахсан — на Ахсен).
В настоящее время «татары» в Финляндии больше связаны со своими татарскими корнями и не идентифицируют себя как турки, хотя некоторые ностальгируют по своему «турецкому детству». Особой дискриминации к татарам не было, лишь изредка их называли «tattari» ( с фин. гречка).

## Культура

### Религия
Татары в Финляндии — мусульмане-сунниты. Предполагается, что 1809 по 1836 татары выбирали себе священнослужителей из своей общины, а профессиональные имамы стали появляться после 1836 года. В этом же году фиксируются первые метрические книги, существовавшие до 1914 года, пока не была создана «Гельсинфоргское магометанское благотворительное общество» в 1915 году. В 1829—1836 годах Георг Валлин интересовался исламом у татар, общаясь с имамом Бикбовым для улучшения навыков общения на русском языке, а также для того, чтобы узнать некоторую информацию о паломничестве в Мекку. До 1857 года молельная комната находилась в крепости Свеаборг, поскольку и имам был там же. С 1857 по 1904 она находилась в квартире имама на улице Альбертсгатан в Гельсингфорсе. В 1905 году молельную комнату перенесли в деревянное здание на площади Хагнес, а в 1909 и 1911 году татары молились на улице Малмгатан.
Многие татарские культурные и религиозные деятели, такие как Садри Максуди, Гаяз Исхаки, Муса Бигиев и т. д., в эмиграции посещали Финляндию, где контактировали с местой общиной, проводили лекции и преподавали. В свою очередь зажиточные члены общины помогали им по финансовым вопросам. 
Также них есть своя «Исламская ассоциация Финляндии», основанная в 1925 году в Хельсинки.  Нынешним имамом является уроженец России Рамиль Беляев. В Ярвенпяа у них есть мечеть. В Тампере у местных татар тоже есть своя татарская община, зарегистрированная в 1942 году. Другие мусульмане также приходят помолиться в здание татарской ассоциации, но только татары принимаются в члены ассоциации после трёхлетнего испытательного периода. Участник должен знать татарский язык. Паломничества в Мекку общины совершают с 1920-х годов. В 1932 году татары получили возможность вступать в брак, ранее же глава епархии Турку ранее отклонял эти просьбы из-за страха перед многоженством, которое у них не практиковалось. Первым кто перевел Коран на финский язык были татарский предприниматель Зиннэтула Ахсан Буре в 1942 году, за который он получает благодарственные письма от Ристо Рюти и Маннергейма. Примерно в то же время другой татарский предприниматель Хасан Хамидулла распространял экземпляры Корана среди мусульманских военнопленных в Финляндии и Германии. Татары в Финляндии не сообщают о своей вере публично, причём только татарам разрешено вступать в их ассоциацию.
Самыми известными зарубежными гостями исламской ассоциации были президент Туниса Хабиб Бургиба, посол Ирака Салих Махди Аммаш, президенты Татарстана Рустам Минниханов (дважды) и Минтимер Шаймиев, а также президенты Турции Абдуллах Гюль и Реджеп Тайип Эрдоган (на тот момент премьер-министр). Также гости из самой Финляндии — Якоб Сёдерман, Элизабет Рен, Мартти Ахтисаари и Тарья Халонен. В общине также были имамы из других стран, такие как крымский татарин Абдуррахман Кая и турок Энвер Йылдырым. В 2020 году имамом финской исламской общины станет уроженец России Рамиль Беляев, а председателем правления станет Гёльтен Бедретдин, работающая экономистом, которая является первой женщиной возглавляющей татарскую общину.
Отдельно татарская община Тампере также поддерживает контакты за рубежом. Среди прочих их гостями были муфтии Талгат Таджуддин из Уфы и Равиль Гайнутдин из Москвы, которые, в свою очередь, пригласили в гости татар из Тампере. Многие исламские политические беженцы оказали влияние на Тампере в начале XX века. Первого имама в город пригласили уже в 1910-е годы из Казани. Председателем общины в 2020 году является предприниматель Вахит Вафин.
Татары в Финляндии ведут себя сдержанно, а ислам, который они исповедуют, называют «либеральным исламом». Имам для общины является очень важной единицей. Бывший председатель общины, адвокат Атик Али, описывает, что их ислам в основном можно назвать умеренным, если сравнивать его с экстремистскими движениями, но в остальном, по его словам, татары исповедуют одну и ту же «единую и истинную мусульманскую веру». Более набожных мусульман можно найти среди людей старшего поколения, тогда как молодые больше полагаются на родной язык и культуру при определении своей национальной идентичности. Востоковед Гарри Хален писал на эту тему следующее: «Ислам волжских тюрок (татар) должен был рано адаптироваться к правлению русских и поэтому всегда был очень умеренным, в отличие, например, от Кавказа, где существовали сильные экстремистские движения». На сегодняшний день часто в Финляндию приезжают мусульмане-беженцы, и для их лучшей интеграции в финское общество им в качестве примера для перенятия опыта ставят татар, как мусульманскую общину с хорошей репутацией.

#### Язык
Татары в Финляндии говорят на мишарском диалекте. У них финский акцент, который отличается от русского акцента татарского языка. Сначала татары в Финляндии использовали арабский алфавит. С 1930-х годов, после реформ Ататюрка они начали переходить на латиницу. Это было в основном из-за того, что они идентифицировали себя с турками и хотели использовать тот же алфавит, а также из-за движения яналиф, которое происходило в СССР. Молодёжь общины обучали турецкому языку наряду с их родным языком. К 1950-м годам большинство татарских изданий в Финляндии уже использовали латинский алфавит. В 1960-х годах они начали использовать его и при обучении языку своих детей. Конечно, не каждый татарин был рад этому изменению курса и хотел по-прежнему использовать арабский алфавит, но было уже слишком поздно. Ранее бывали случаи, когда детей не хотели отпускать в государственную школу из-за обучения там на финском языке, но после в семьях обговаривали правило, по которому в обществе ребёнок мог говорить на финском, а дома разрешалось говорить лишь на татарском. Тем не менее изучение большого количества языков приветствовалось.
Пример финско-татарского языка на латинице:
Finlandiyä tatarlarınıñ törki cämiyäte 1800 nçe yıllarnın ahırında oyışkan. Ul vakıtta Tübän Novgorod guberniyäse Sergaç öyäzeneñ avıllarınnan tatar säüdägärläreneñ törkeme Finlandiyägä kilgän. Finlandiyä ul zaman Rusiyä kulastında bulganKadriye Bedretdin (Кадрие Бедретдин)

### Имена и фамилии
Большинство татарских фамилий в Финляндии не используют русские суффиксы. Татары убрали их из названий обычно во время обретения Финляндией независимости (1917 г.). Финские исследователи считают, что это связано с тем, что они не хотели, чтобы финны считали их русскими во время конфликта. К примеру, «Хакимов» стал «Хаким». Из-за неправильных и несовершенных переводов имен татарские имена в Финляндии пишутся по-разному и обычно не так, как они пишутся в литературном татарском языке в России.
Наиболее распространёнными фамилиями среди финских татар в 1970 годах были Самалетдин, Бедретдин, Али, Саадетдин, Хайретдин, Айнетдин, Хамидулла/Хамидуллин, Шакир, Хасан, Арифулла/Арифуллин, Садик, Алькара, Асис, Бешар, Осман, Нисаметдин, Фетхулла и Вафин.

### Искусство

#### Поэзия
В целом тема татарской поэзии заключается в повествовании о родных краях и о человеческих судьбах. Одним из самых выдающихся татарских поэтов Финляндии был Садри Хамит, он специализировался на юмористических и написанных в стихотворной форме произведениях . Поэтесса Гяухар Туганай (1911—1998), напротив, написала много стихов о природе. В поэзии Айсы Хакимджан часто присутствовала тоска по родному селу Актуково (Актук) . Среди прочих, Хабибуррахман Шакир и Хасан Хамидулла также выражали себя через поэзию. Фазиле Насретдин опубликовал свой сборник стихов «Туксан тугыз хайку» на татарском, впервые в японском поэтическом стиле хайку, в 2022 году.

### Музыка
Существует финская татарская группа Башкарма (Başkarma), основанная в 1985 году. Фронтмен этой группы, Дениз Бедретдин, также основал ещё две группы в Казани, а в 1968 году в Хельсинки — рок-группу «Звуки Чингисхана». У татар Финляндии также были свои певческие хоры. Среди талантливых певцов общины были Хамит Хайредин, Зейтуна Абдрахим, Наим Садик, Хамдуррахман Хакимкан, Алие Хакимкан, Хамид Чайдам, Дина Абдул и Бетюль Хайретдин. Из музыкантов можно выделить Халида Курбанали, Бату Алькара и Адама Каныкова, последний из которых был другом композитора Яна Сибелиуса. 
Сохранению национальной и культурной идентичности способствует приезд многих татарских артистов, начавшийся в 1950-х годах, таких как Хайдар Бигичев, Ильхам Шакиров и т.д.

### Кухня
Самая известная татарская еда в Финляндии, среди финнов, это Беляш (pärämäç). Впервые он был продан финнам в 1960-х годах в Тампере. Сейчас перемеч продается в магазинах Финляндии. К традиционным блюдам относится также казылык и все блюда употребляемые татарами по сей день.

### Театр
Татары организовали в Финляндии театральные представления на своём языке. Самым активным периодом был XX век. В Театре Тампере ставились спектакли, куда приглашались представители общины из других частей Финляндии. В акциях принимали участие политические беженцы, такие как Гаяз Исхаки и Муса Бигиев. В Хельсинки площадками для выступлений были Финский национальный театр и Городской театр Хельсинки. 
В 1930 году в Финляндии было организовано первое представление на татарском языке. Это была музыкальная драма Мирхайдара Файзи «Галия-бану». В 1950 году татары Хельсинки исполнили в театре Тампере пьесу Мольера «Скупой». Они также исполняли произведения Галиасгара Камала и Гаяза Исхаки.
Позже они выступали и за границей, в 1939 году в Эстонии, в 1992 году в Казани и в 1994 году в Нью-Йорке. Татарский деятель Луара Шакирзянова ставила общественные спектакли в Хельсинки в 1990-е годы. Среди общины были и драматурги, такие как Сания Гыйффат, которая в 1937 поставила спектакль в четырёх действиях «Tormış közgese» (Зеркало жизни), ставший довольно успешным.

### Книгоиздание
Несмотря на небольшую численность общины, издательская деятельность финских татар была активной. Издавались книги по истории, мемуары, биографии, рассказы, стихи, пьесы, пословицы, песни, религиозная литература, учебники родного языка, детские книги и журналы. Татарская община издавала много книг на татарском языке, а также на финском.
Самым активным татарским издателем в Финляндии был Хасан Хамидулла, чья, самая известная работа — история села Актук.
В 2016 году издание Suomalais-Ugrilainen Seura опубликовало татарско-финский словарь. В 2020 в Финляндии также вышла книга про историю татар.

## Татарская община сегодня
Союзы с финскими женщинами были уже в первом поколении, насчитывавшие около 160 семей. Большинство финок проявляли интерес и к языку, и к религии, но старшее поколение не одобряло и не воспринимало такие взаимоотношения татар с финнами, из-за чего пары часто распадались. Некоторые были приняты в качестве исключения, но в основной массе детям, женившимся не на татарах, не оставляли наследство, а также их «выгоняли» из общины, из-за чего потеряли много молодёжи. Это было большой ошибкой, поскольку эти люди уходили из общины навсегда, а их дети позже часто критиковали своих родителей за то, что они не знают татарский язык и в должной мере о своих корнях. Все это происходило из-за страха ассимиляции и потери культуры. Также существовали браки по рассчету как минимум до Второй мировой войны. В 1961 году в Финляндии насчитывалось 927 членов татарской общины. В 2020 году в Финляндии проживало примерно 600—700 татар. В основном они живут в Хельсинки, Тампере, Турку и Ярвенпа. Многие молодые татары не могут найти супруга среди общины, так как большинство татар уже между собой породнились, из-за чего мужчины часто берут в жены татарок из России, а у девушек найти супругов из России не выходит. Бывали случаи, когда татарки женились на турках. Однако теперь всё чаще женятся на финнах.

## Спорт
Первый спортивный футбольный клуб, созданный татарами в 1930 году, назывался «Altın Orda» (Золотая Орда), который распался, просуществовав совсем немного, и тем не менее дал понимание возможности существование спортивной организации. Татары начали играть в различных финских клубах, но со временем появилось желание играть в высших дивизионах, где их не хотели видеть финские игроки и тренера, с которыми позже были сыграны два дружеских матча со счетом 4:2 и 3:2 в пользу финских команд. Это стало причиной создания спортивного клуба «Yolduz», внесённого в реестр финских организации в 1945 году. После появился интерес к другим видам спорта который не развился во что-то более масштабное.
Атик Исмаил играл за сборную Финляндии по футболу в серии SM и за границей. В 2007 году попал в зал славы финского футболаи был назван «Львом хоккея с шайбой». Насиб выиграл шесть чемпионатов Финляндии и принял участие в двух чемпионатах мира. Хакимжан выиграл четыре золотых медали чемпионата по хоккею с шайбой и получил почётный знак от Финской хоккейной ассоциации как судья международного уровня.
Братья Фейзи, Мурат, Зеид и Васиф Ахсен-Бёре играли в хоккей в 1930-х и 1940-х годах. В Ильвесе играли Алии Мунавар Саадетдиновы, а также брат Лотфи Насиба Наим и его сын Эркан Насиб. Всего татары в рядах Ильвеса завоевали в общей сложности восемнадцать золотых медалей ЧМ.
Вратарь Нефисе Саадетдин выйграла чемпионат по футболу среди женщин в составе команды HJK. Угул Самалетдин представлял Kiffen в 1980-х годах.
Дениз Баваутдин, помимо чемпионатов Финляндии, провел два сезона в Швеции, во второй высшей лиге страны.
Исмаил Найман выиграл юношеский чемпионат по бейсболу в команде Тампереен Пюринто в 1926 году. Ему также был присвоен титул короля нападающих от команд «Helsingin Pallonlyöjät» (1943) и «Katajanokan Haukat» (1948 и 1950). Хасан Абдрахим, фигурист погибший на войне, финишировал в пятёрке лучших на ЧМ 1939 года. Урал Самалетдин играл в боулинг на стадионе «Vauhti-Veikoissa» в Хельсинки и выигрывал чемпионат Хельсинкской ассоциации боулинга в личном, парном и командном чемпионатах в 1980—1981 годах.
Мерал Бедретдин, выступающая в Женской баскетбольной лиге, участвовала в играх женской сборной.

## Организации и объединения
- Гельсинфоргское магометанское благотворительное общество (1915 г.)[6]
- Магометанское общество Финляндии (фин. Suomen muhamettlanen seurakunta) (1925)[65][6], в 1963 году изменившее название на Исламское общество Финляндии (фин. Suomen Islam-seurakunta, тат. Finladya Islam Cemaat).
- Финско-турецкое национальное объединение поддержки школ (Fin-Türk halkmektebinhimaye cemiyeti, 1930)
- Объединение тюрок Финляндии (тат. Finlandiya Türkleri Birligi, 1935)[52]
- Турецкая ассоциация Тампере[фин.] (тат. Tampere Türkleri Birligi, 1935)
- Татарская община Тампере[121](1942)
- Турецко-татарская ассоциация Турку (1938 г., позже Турецкая ассоциация Турку)
- Футбольный клуб Алтын Орда (Золотая Орда)
- Спортивный клуб «Йолдуз» (Звезда, 1945)
- Культурное общество Абдуллы Тукая (1968)[122]

## Предпринимательство
Многие татары, занимавшиеся продажами, открыли в Финляндии собственный магазин. В 1940 году почти все они зарабатывали на жизнь торговлей. Молодые поколения начали работать в других областях, однако некоторые всё же продолжили традиционную торговую профессию.
Также многие татары являются успешными бизнесменами и в других сферах. Например, основателем компании Solteq является Али Саадетдин. Фарид Айнетдин основной владелец сети фитнес-центров Esport и футбольного клуба ФК Хонка. Фотограф Рашид Насретдин руководил своим магазином «Nasakuva Oy» в Хельсинки более сорока лет.
Во время Советско-финской войны Хасан Хамидулла отвечал за обслуживание и починку электрооборудования, аккумуляторов и подвесных моторы финской и немецкой армий, так как являлся большим знатоком в области электро и радиотехники. В 1950-х годах открыл свой магазин электроники в Хельсинки.
Также в столице на улице Фредрикинкату уже двести лет существуют магазины ковров «Imperial-Matto». которой руководит Ирхан Нисаметдин, и «Matto-Center», которым управляет её двоюродная сестра Ирхана Тинет со своим мужем Вахитом Вафиным. Ковры поставляют из Турции, Ирана, Ирака, Индии, Непала, Пакистана, Афганистана, Узбекистана, Китая и Марокко. По словам Вафиных, торговле с Ближним востоком и Азией способствует схожесть местных языков и татарского языка. У Тинет Вафин также есть компания «Saide» по продаже подушек ручной работы, названная в честь её бабушки Саиды. Татарка Дидар Самалетдин вместе со своим мужем в 1983 году основала ресторан «Чингизхан» в Сёдермальме.